# V449 Большой Медведицы
V449 Большой Медведицы (лат. V449 Ursae Majoris) — двойная затменная переменная звезда типа W Большой Медведицы (EW) в созвездии Большой Медведицы на расстоянии приблизительно 1607 световых лет (около 493 парсеков) от Солнца. Видимая звёздная величина звезды — от +14,17m до +13,94m. Орбитальный период — около 0,2472 суток (5,9324 часов).